# Maxime Lecomte
Pour les articles homonymes, voir Lecomte.
Maxime Lecomte, né le 1er mars 1846 à Bavay (Nord) et mort le 10 juin 1914 à Achères (Seine-et-Oise), est un homme politique français.

## Biographie

### Carrière militaire
En 1870, il devient docteur en droit de la Faculté de Douai. Lorsque la guerre franco-prussienne de 1870 éclate, il prend part aux batailles de l'armée du Nord en entrant dans le 46e régiment de marche. À Bapaume, il se distingue et est nommé lieutenant. Il publie en 1872 ses souvenirs de la campagne du Nord, qu'il dédie au général Louis Faidherbe.

### L'avocat et l'écrivain
En 1876, il devient avocat à la cour d'appel d'Amiens. Il occupe par la suite la chaire de droit commercial à la Société industrielle d'Amiens en 1878. Puis en 1880, il devient président de la Conférence littéraire et scientifique de Picardie, membre de l'Académie d'Amiens, délégué de la Société industrielle au Congrès international du commerce et de l'industrie à Bruxelles, membre de la Société des agriculteurs du Nord. Il est l'auteur de plusieurs ouvrages de droit ou de politique, notamment Les Ralliés, histoire d'un parti (1898).

### Le Parlementaire républicain
En 1884, il est élu député du Nord, en remplacement de M. de Marcère nommé sénateur, lors des élections générales de 1885 avec toute la liste républicaine, mais aux élections partielles de 1887, il fut élu au scrutin de liste par 146 095 voix et le 22 septembre 1889.
Il est sénateur du Nord depuis le 4 février 1891 ; membre de la commission de la Haute-Cour ; rapporteur de la loi de séparation des Églises et de l'État (1905) ; vice-président du Sénat (1909).

## Sources
- « Maxime Lecomte », dans le Dictionnaire des parlementaires français (1889-1940), sous la direction de Jean Jolly, PUF, 1960 [détail de l’édition]